# Moropsyche krichnaruna
Moropsyche krichnaruna är en nattsländeart som beskrevs av Schmid 1968. Moropsyche krichnaruna ingår i släktet Moropsyche och familjen Apataniidae. Inga underarter finns listade i Catalogue of Life.